# CCR5
CCR5, acronimo per C-C chemokine receptor type 5 (recettore C-C per le chemochine di tipo 5) e nota anche come CD195, è una proteina presente sulla membrana dei leucociti e coinvolta nel sistema immunitario come recettore per le chemochine, con il ruolo di attirare in specifici tessuti e organi i linfociti T. Molte forme di HIV, il virus responsabile dell'AIDS, utilizzano nelle fasi iniziali questo recettore per entrare nelle cellule da infettare. Esistono soggetti portatori di una particolare mutazione del gene, CCR5-Δ32, che li protegge dall'infezione da parte di queste forme virali.
In tali soggetti il gene CCR5, localizzato sul cromosoma 3, risulta mutato per delezione di una particolare porzione del materiale genetico; le forme omozigotiche, ovvero i soggetti che presentano entrambi gli alleli mutati, risultano resistenti ai ceppi virali di HIV-1 R5 tropici.

## Funzione
CCR5 appartiene alla famiglia dei recettori ß per le chemochine ed è una proteina integrale di membrana. Si tratta di un recettore accoppiato a proteine G e lega specificatamente la famiglia CC delle chemochine.
I ligandi naturali del recettore sono RANTES, un fattore chemotattico conosciuto anche come CCL5 e MIP (macrophage inflammatory protein) 1α e 1β, note anche rispettivamente come CCL3 e CCL4. Interagisce inoltre con CCL3L1.
Il gene è espresso soprattutto nei linfociti T, nei macrofagi, nelle cellule dendritiche e nella microglia e, sebbene il suo esatto ruolo nella funzione immunitaria normale non sia stato chiarito, si ritiene che abbia un ruolo nella risposta infiammatoria alle infezioni.

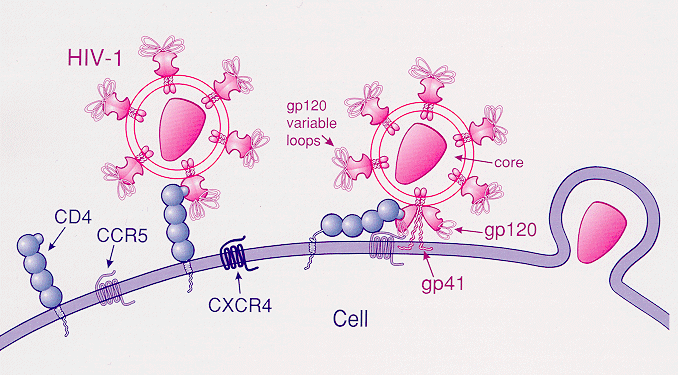
Ingresso di HIV nel linfocita CD4+ T-helper:
1) La proteina virale gp120 lega CD4
2) La regione variabile di gp120 lega il corecettore, solitamente CCR5 o CXCR4
3) HIV entra nella cellula

### Ruolo nell'infezione da HIV
I corecettori che HIV utilizza per il suo ingresso nelle cellule sono CCR5 e/o CXCR4; sebbene numerosi recettori che le chemochine possano agire da corecettori virali, è CCR5 quello più importante nella storia naturale dell'infezione. I suoi ligandi fisiologici sono RANTES, MIP-1β e MIP-1α, i quali sono in grado di inibire l'infezione da HIV-1 in vitro. Nei soggetti infettati da HIV, i ceppi che utilizzano CCR5 per l'ingresso nella cellula sono quelli maggiormente isolati nelle fasi iniziali dell'infezione; ciò suggerisce che tali virus abbiano un vantaggio selettivo durante la trasmissione o la fase acuta della malattia. Inoltre, almeno metà dei pazienti infettati ospita solo virus R5-tropici durante l'intero corso dell'infezione.
Un nuovo gruppo di farmaci, gli antagonisti del recettore CCR5, è stato realizzato con lo scopo di interferire nell'interazione tra HIV e tale recettori; tra questi vi sono PRO 140, Vicriviroc, Aplaviroc e Maraviroc. Uno dei problemi limitanti in questo approccio terapeutico è che, nonostante CCR5 sia il corecettore maggiormente coinvolto nell'infezione, questo non è l'unico. Tuttavia, valutando la resistenza virale a AD101, un antagonista molecolare di CCR5, si è osservato che i virus resistenti non cambiano corecettore bersaglio, bensì continuano a utilizzare CCR5, anche utilizzando domini alternativi di legame o legando il recettore con maggiore affinità.

## La variante Δ32
CCR5-Δ32, denominato anche CCR5-D32 o CCR5 delta 32, è una variante allelica di CCR5.
CCR5-Δ32 è una mutazione deletiva che ha un impatto specifico sulle funzioni dei linfociti T. La presenza di almeno una copia di tale gene mutato (eterozigosi) è stata rilevata in circa il 4-16% degli individui di discendenza europea, la presenza di entrambe le copie del gene mutato (omozigosi), in circa il 0,16-2,5% degli individui di discendenza europea. Si era speculato che tale allele potesse aver favorito la selezione naturale durante la Peste nera nei paesi dell'Europa settentrionale, ma studi più recenti hanno escluso questa possibilità, rivelando l'assenza di un ruolo protettivo in tale contesto. Si ritiene che questa mutazione possa aver premesso una protezione dal vaiolo durante le epidemie in Europa, soprattutto nelle maggiori città commerciali e in luoghi isolati come Islanda e Azzorre, e che tale situazione abbia favorito un aumento della prevalenza della mutazione.
Si pensa che in Antica Grecia, in aree come quella di Corinto, lo sviluppo della prostituzione abbia portato alla diffusione di un'infezione simile a quella da HIV, con un quadro clinico simil-influenzale e una successiva immunodepressione. Allora nulla si sapeva sulla diffusione di questa malattia, ma si ritiene che anche la Peste di Atene e successive epidemie avutesi nei Balcani possano essere state favorite da mutazioni genetiche. La mutazione CCR5-Δ32, tuttavia, è stata rilevata anche in campioni di sangue dell'età del bronzo, a tassi comparabili con quelli della popolazione europea moderna.
Questa mutazione ha un effetto negativo sulla funzione dei linfociti T, ma sembra svolgere un ruolo protettivo nei confronti del Variola virus e di HIV. La Yersinia pestis, agente eziologico della peste bubbonica, è stata dimostrata in laboratorio non associabile a CCR5. I soggetti con la mutazione Δ32 sono sani, e ciò suggerisce che il gene CCR5 sia piuttosto superfluo; tuttavia CCR5 pare svolgere un ruolo protettivo nei confronti del virus del Nilo occidentale e gli studi clinici hanno dimostrato che i soggetti Δ32 hanno un rischio sproporzionatamente più alto di contrarre questa infezione, dimostrando che non tutte le funzioni di CCR5 possono essere compensate da altri recettori.
Nonostante la grande variabilità genetica di CCR5 nelle sue regioni codificanti, la delezione di 32 pb porta a un recettore non funzionante, che previene l'ingresso nella cellula dei ceppi virali HIV R5-tropici; la presenza di tale mutazione in omozigosi fornisce una forte protezione nei confronti dell'infezione da HIV. Tale allele è stato trovato nel 5-14% degli europei, ma è raro presso gli africani e gli asiatici; la sua presenza fa diminuire il numero di proteine CCR5 presenti nella membrana cellulare del linfocita T CD4+, con effetti sui tassi di progressione dell'infezione da HIV. Numerosi studi condotti su persone infettate da HIV hanno dimostrato che la presenza di una copia di CCR5-Δ32 ritarda l'insorgenza di AIDS per almeno due anni. È inoltre possibile che una persona con questa mutazione possa non venir infettata dai ceppi HIV R5-tropici.
Dal punto di vista terapeutico si è pensato di sfruttare questa condizione per la realizzazione di anticorpi monoclonali che blocchino l'espressione genica di CCR5, da utilizzare in soggetti infettati da HIV-1. In vitro è stato dimostrato che i linfociti T, modificati per non presentare CCR5 e mescolati con linfociti T normali, sono portati a prendere il sopravvento nella coltura cellulare quando HIV attacca e uccide le cellule normali.
Tale ipotesi fu valutata in vivo in un paziente con AIDS, Timothy Ray Brown, che sviluppò contestualmente una leucemia mieloide acuta e che fu trattato con chemioterapia; ricevette quindi un trapianto di cellule staminali ematopoietiche da un donatore con omozigosi per CCR5-Δ32. Dopo due anni dal trattamento il paziente risultò in salute, con un livello indosabile di virioni nel sangue, nel cervello e nell'epitelio rettale. Prima del trapianto il paziente presentava anche bassi livelli di HIV XR4-tropici, che non usano CCR5 per l'ingresso nella cellula; tuttavia, successivamente al trapianto, anche questi ceppi virali divennero indosabili. Tale evento è spiegabile con l'osservazione che le cellule che esprimono la variante Δ32 risultano carenti, nella membrana cellulare, sia di CCR5, sia di CXCR4, conferendo una resistenza a un ampio numero di varianti di HIV. Nel 2010, dopo tre anni dal trattamento, il paziente risultò ancora resistente al virus e fu dichiarato guarito.
Nel 2009 è iniziato uno studio clinico su pazienti sieropositivi per valutare l'utilizzo di una terapia genica che consiste nel trasporto della variante CCR5-Δ32 tramite una nucleasi zinc finger nelle cellule prelevate dal paziente; la reinfusione di queste cellule potrebbe rivelarsi una potenziale opzione nel trattamento dell'HIV.